# Marcus Collins
Marcus Collins (Liverpool, Reino Unido, 15 de mayo de 1988) es un cantante, compositor y peluquero inglés, conocido por su participación en el programa Factor X. En 2012, estrena su primer tema promocional, que a su vez es una versión de «Seven Nation Army» del dúo The White Stripes. Mismo pertenece a su primera placa discográfica homónima.

## Biografía y carrera musical

### 1988—2010: inicios musicales
Antes de su audición en solitario en 2007, Collins fue un miembro de la boyband  Eton Road, que saltó a la fama en la tercera serie de The X Factor. Collins no apareció en el show, y se unió a la banda después que Anthony Hannah dejara la banda. Collins se mantuvo dentro de Eton Road durante diez meses, antes de partir para comenzar una carrera en solitario. Más tarde, Collins decidió convertirse en peluquero en su ciudad natal de Liverpool.

### 2011—presente: Factor X y debut discográfico
El intérprete aprobó el filtro de precandidatos y participó en el octava temporada del programa británico Factor X. En el concurso logró quedar de segundo, perdiendo contra Little Mix quien obtuvo el primer lugar.
En 2012, estrena su primer sencillo promocional que es una nueva versión del clásico de The White Stripes llamado «Seven Nation Army», mismo pertenece a su primera placa discográfica, que lleva como título su nombre.

## Vida personal
Collins es abiertamente homosexual y vive en Liverpool con su novio David Heath.

## Discografía
| Álbumes de estudio - 2012: Marcus Collins | Sencillos - «Seven Nation Army» - «Mercy» | Otros sencillos - «Wishing on a Star» (Factor X) |